# Waalse Pijl 2008
De Waalse Pijl 2008 was de 72e editie van deze Belgische wielerklassieker. De wedstrijd werd verreden op 23 april 2008 en werd gewonnen door de Luxemburger Kim Kirchen (Team High Road). Het parcours liep van Charleroi tot Hoei, over een lengte van 199,5 kilometer. De Australiër Cadel Evans (Silence-Lotto) werd tweede, Damiano Cunego (Lampre) uit Italië derde.
Robert Gesink (4) en Thomas Dekker (5) (beiden Rabobank) waren de beste Nederlanders, op twee seconden van de winnaar. Van de 199 gestarte renners bereikten 119 coureurs de eindstreep. 
In de voorgaande drie jaren maakte de Waalse Pijl nog deel uit van de UCI ProTour. Vanaf 2008 was dit niet meer het geval.

## Uitslag mannen
| Waalse Pijl 2008 (199.5 kilometer) |                       |                    |          |
| Plaats                             | Naam                  | Ploeg              | Tijd     |
| Winnaar                            | Kim Kirchen           | Team High Road     | 4u35'29" |
| 2                                  | Cadel Evans           | Silence-Lotto      | +00' 01" |
| 3                                  | Damiano Cunego        | Lampre             | +00' 02" |
| 4                                  | Robert Gesink         | Rabobank           | z.t.     |
| 5                                  | Thomas Dekker         | Rabobank           | z.t.     |
| 6                                  | Davide Rebellin       | Gerolsteiner       | z.t.     |
| 7                                  | Michael Albasini      | Liquigas           | +00' 08" |
| 8                                  | Joaquim Rodriguez     | Caisse d'Epargne   | +00' 10" |
| 9                                  | Christian Pfannberger | Barloworld         | +00' 15" |
| 10                                 | John Gadret           | Ag2r-La Mondiale   | +00' 20" |
|                                    |                       |                    |          |
| 12                                 | Bert De Waele         | Landbouwkrediet-T. | z.t.     |

## Uitslag vrouwen
| Waalse Pijl 2008 (103.5 km) |                   |                           |          |
| Plaats                      | Naam              | Ploeg                     | Tijd     |
| Winnaar                     | Marianne Vos      | Team DSB Bank             | 2u46'42" |
| 2                           | Marta Bastianelli | Safi-Pasta Zara Manhattan | +00' 01" |
| 3                           | Judith Arndt      | Team High Road Women      | +00' 02" |
| 4                           | Alex Wrubleski    | Webcor Builders           | +00' 09" |
| 5                           | Amber Neben       | Team Flexpoint            | +00' 13" |
| 6                           | Emma Pooley       | Team Specialized Designs  | +00' 17" |
| 7                           | Nicole Brändli    | Bigla Cycling Team        | z.t.     |
| 8                           | Nicole Cooke      | Team Halfords Bikehut     | z.t.     |
| 9                           | Sofie Goor        | Lotto-Belisol Ladies Team | +00' 20" |
| 10                          | Lieselot Decroix  | Lotto-Belisol Ladies Team | +00' 22" |

| Stand UCI Road Women World Cup 2008 |                     |                           |        |
| Plaats                              | Naam                | Ploeg                     | Punten |
| Gouden trui                         | Marianne Vos        | Team DSB Bank             | 152    |
| 2                                   | Suzanne de Goede    | Nürnberger Versicherung   | 133    |
| 3                                   | Judith Arndt        | Team High Road Women      | 117    |
| 4                                   | Emma Pooley         | Team Specialized Designs  | 99     |
| 5                                   | Marta Bastianelli   | Safi-Pasta Zara Manhattan | 86     |
| 6                                   | Chantal Beltman     | Team High Road Women      | 81     |
| 7                                   | Katheryn Curi       | Webcor Builders           | 75     |
| 8                                   | Ina-Yoko Teutenberg | Team High Road Women      | 70     |
| 9                                   | Kristin Armstrong   | Cervelo Lifeforce         | 61     |
| 10                                  | Oenone Wood         | Team High Road Women      | 61     |

1936 · 1937 · 1938 · 1939 · 1940 · 1941 · 1942 · 1943 · 1944 · 1945 · 1946 · 1947 · 1948 · 1949 · 1950 · 1951 · 1952 · 1953 · 1954 · 1955 · 1956 · 1957 · 1958 · 1959 · 1960 · 1961 · 1962 · 1963 · 1964 · 1965 · 1966 · 1967 · 1968 · 1969 · 1970 · 1971 · 1972 · 1973 · 1974 · 1975 · 1976 · 1977 · 1978 · 1979 · 1980 · 1981 · 1982 · 1983 · 1984 · 1985 · 1986 · 1987 · 1988 · 1989 · 1990 · 1991 · 1992 · 1993 · 1994 · 1995 · 1996 · 1997 · 1998 · 1999 · 2000 · 2001 · 2002 · 2003 · 2004 · 2005 · 2006 · 2007 · 2008 · 2009 · 2010 · 2011 · 2012 · 2013 · 2014 · 2015 · 2016 · 2017 · 2018 · 2019 · 2020 · 2021 · 2022 · 2023 · 2024
Lijst van beklimmingen